# Воейков, Александр Иванович
Александр Иванович Вое́йков (1842, Москва — 1916, Петроград) — русский метеоролог, климатолог и географ, создатель сельскохозяйственной метеорологии, активный пропагандист вегетарианства. Действительный статский советник. Почётный член Петроградского Вегетарианского общества (1901). Племянник А. Ф. Воейкова, внук Д. Б. Мертваго.

## Биография и научная деятельность

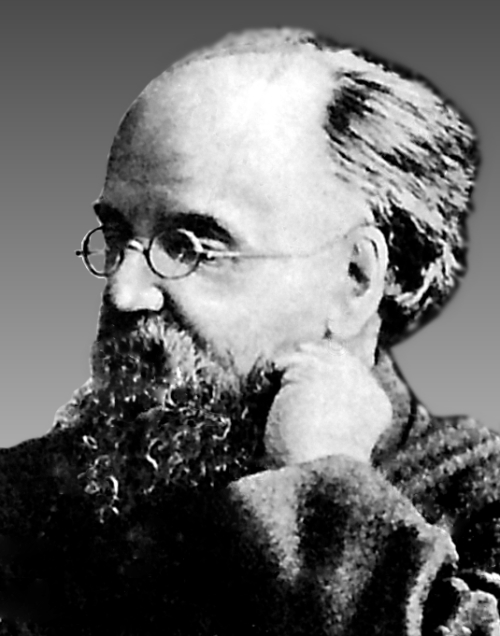
А. И. Воейков, 1910

Родился 8 (20) мая 1842 года в Москве в семье Ивана Фёдоровича Воейкова, участника Отечественной войны 1812 года. После смерти родителей, с пятилетнего возраста воспитывался в семье дяди по матери, Дмитрия Дмитриевича Мертваго (1815—1864), давшего племяннику прекрасное образование.

Могила А. И. Воейкова на Никольском кладбище Александро-Невской лавры в Санкт-Петербурге

Получил домашнее образование и в 1856—1858 годах с образовательной целью был отправлен в путешествие по Западной Европе, Турции, Сирии, Палестине и Египту.
В 1860 году поступил на естественное отделение физико-математического факультета Императорского Санкт-Петербургского университета. В 1861 году после временного закрытия университета уехал за границу, где продолжил образование в Берлинском, Гейдельбергском и Гёттингенском университетах; в Гёттингене в 1865 году за сочинение «Über die direkte Insolation und Strahlung an verschiedenen Orten der Erdoberfläche» был удостоен степени доктора философии.
После возвращения на родину Воейков приступил к научной деятельности в стенах Императорского Русского географического общества, действительным членом которого он был избран 19 января 1866 года; по поручению Общества ездил в 1869—1870 годах за границу для ознакомления с метеорологическими станциями в Вене, Милане, Париже, Брюсселе и Лондоне. В 1868 и 1870 годах исследовал восточный Кавказ (Дагестан, Баку и Ленкорань). Воейков принимал также деятельное участие в работах метеорологической комиссии Императорского Русского географического общества в качестве её секретаря, обрабатывая наблюдения дождевой и грозовой сети этой комиссии за 1871 год.
В 1872 году объездил Галицию, Буковину, Румынию, Венгрию и Трансильванию, где занимался исследованием чернозёмов.
В феврале 1873 года Воейков приехал в Нью-Йорк и до октября этого года совершил большую поездку по Соединённым Штатам и Канаде (Сент-Луис, Новый Орлеан, через Техас, Колорадо, Миннесоту и по озёрным областям до Квебека). Собрал большое количество метеорологических наблюдений, позволивших ему обнаружить сходство климатических условий Колорадо и Западной Сибири. Вернувшись в Вашингтон, Воейков до весны следующего года по предложению секретаря Смитсоновского института дополнил предпринятое институтом обширное издание под заглавием «Winds of the Globe» и написал текст.
В следующем году Воейков совершил путешествие по Юкатану, Мексике и Южной Америке, где посетил Лиму, озеро Титикака, Чили, Рио-де-Жанейро. Вернувшись в Нью-Йорк, Воейков закончил там свою работу для книги «Winds of the Globe» (1875) и затем, по возвращении на короткое время в Россию (1877 год он провёл в Петербурге, обрабатывая материалы путешествий), предпринял новое путешествие по Индостану, острову Ява и Японии.
В апреле 1878 года избран почётным членом Английского метеорологического общества. В том же году на Всемирной выставке в Париже был удостоен золотой медали за карты, составленные им во время путешествий. В 1880 году за свои метеорологические труды получил от Московского университета степень доктора физической географии «Honoris causa».
В 1882 году избран приват-доцентом в Санкт-Петербургский университет по кафедре физической географии, в 1885 году назначен экстраординарным, в 1887 году — ординарным профессором по той же кафедре. С 1883 года Воейков — председатель Метеорологической комиссии Императорского Русского географического общества и был избран почётным членом многих русских и иностранных учёных обществ.
В 1889 году за труд «Климаты земного шара» награждён Русским географическим обществом золотой Константиновской медалью. В 1910 году избран член-корреспондентом Петербургской академии наук.
С 1891 года до самой смерти Воейков был главным редактором журнала «Метеорологический вестник».
А. И. Воейков считал, что окружающая среда влияет на физическое и психологическое здоровье человека. Как гигиенист он уделял большое внимание влиянию образу жизни различных групп населения на их здоровье и считал, что некоторые категории пациентов могут быть исцелены в местности с благоприятным климатом. Обосновал возможность использования Кисловодска, Красной Поляны и Боржоми в качестве курортов. После начала Первой мировой войны и возвращения с фронта большого числа раненых, которых не могли вместить все имевшиеся курортные места, А. И. Воейков выступал за необходимость их поселения в сельской местности средней полосы России. На протяжении многих лет возглавлял Петербургское вегетарианское общество и представлял Россию на международных съездах вегетарианцев.
В 1892—1904 годах — редактор отдела географии 82-томного «Энциклопедического словаря» Брокгауза и Ефрона. В январе 1916 года назначен директором Высших географических курсов, созданных для подготовки высококвалифицированных географов-исследователей.
Скончался 27 января 1916 года в 23 часа в Петербурге от воспаления лёгких на 74-м году жизни; похоронен 31 января на кладбище Александро-Невской лавры.

## Память
- В Музее землеведения МГУ (на 24-м этаже Главного здания) установлен бюст А. И. Воейкова[14].
- Улица Воейкова в Москве (2018)[15].

Имя А. И. Воейкова носят:
- Ось Воейкова в климатологии
- Пролив Воейкова в Малой гряде Курильских островов (название проливу присвоено в 1946 году)[16].
- горы Воейкова в Антарктиде (горный массив Вольтат, 72°02′ ю.ш., 12°37′ в.д., открыты и нанесены на карту в 1961 году, название присвоено не позже 1965 г.)[16].
- ледник Воейкова (Баренцево море, Новая Земля, ледник нанесён на карту Г. Я. Седовым в 1913 году, им же было присвоено название леднику)[16].
- мыс Воейкова (Баренцево море, архипелаг Шпицберген, 78°30′ с.ш., 21°30′ в.д.)[16].
- мыс Воейкова (Баренцево море, Земля Франца-Иосифа, остров Земля Георга, название присвоено советскими исследователями в 1953—1955 гг.)[16].
- река Воейкова (полуостров Таймыр, название реке присвоено в 1951 году участниками Северо-Таймырской экспедиции)[16].
- Посёлок Воейково во Всеволожском районе Ленинградской области, где установлен его бюст на центральной площади (скульптор: Михаил Аникушин).
- В 1949 году Главной геофизической обсерватории в связи с 100-летием её основания было присвоено имя Александра Ивановича Воейкова.
- В феврале 2018 года в честь Александра Ивановича Воейкова названа улица в районе метро «Проспект Вернадского» в Москве (ЗАО)[17]: по инициативе Русского географического общества безымянный проезд между Проектируемыми проездами № 6643 и № 6645 переименован в улицу Воейкова[18].
- Ледник на Северном Урале[19].
- Научно-исследовательское судно (1958—1989)[20].
- В 2022 году по инициативе Краснодарского регионального отделения Русского географического общества имя А. И. Воейкова было присвоено эколого-биологическому центру г. Туапсе.
- В 2023 году Краснодарским региональным отделением Русского географического общества была открыта мемориальная доска Александру Ивановичу Воейкову на здании эколого-биологического центра г. Туапсе.

### Премия им. А. И. Воейкова
Премия имени А. И. Воейкова относится к ведомственным премиям Федеральной службы России по гидрометеорологии и мониторингу окружающей среды и вручается один раз в три года «за лучшие научно-исследовательские и опытно-конструкторские работы» в данной области.